# Tiếng Thổ (Việt Nam)
Tiếng Thổ, còn được gọi là tiếng Cuối hay tiếng Hung ở Lào, là một cụm phương ngữ, là ngôn ngữ của 70.000 người Thổ ở Việt Nam cùng vài nghìn người ở Lào (chủ yếu ở tỉnh Bolikhamsai và Khammouane).

## Âm vị học

### Làng Lỡ

#### Phụ âm
Hệ thống phụ âm trong phương ngôn Làng Lỡ, theo Michel Ferlus:
|          |               | Đôi môi | Môi răng | Âm chân răng | Quặt lưỡi | Vòm  | Ngạc mềm | Thanh hầu |
| -------- | ------------- | ------- | -------- | ------------ | --------- | ---- | -------- | --------- |
| Mũi      | Mũi           | [m]     |          | [n]          |           | [ɲ]  | [ŋ]      |           |
| Tắc      | tenuis        | [p]     |          | [t]          | [ʈ]       | [c]  | [k]      | [ʔ]       |
| Tắc      | thanh hầu hoá | [ɓ]     |          | [ɗ]          |           | [ˀɟ] |          |           |
| Tắc      | bật hơi       |         |          | [tʰ]         |           |      | [kʰ]     |           |
| Xát      | vô thanh      | [f]     |          | [s]          | [ʂ]       |      |          | [h]       |
| Xát      | hữu thanh     | [β]     | [v]      | [ð]          |           |      | [ɣ]      |           |
| Xát      | thanh hầu hoá |         |          | [ˀð]         |           |      |          |           |
| Tiếp cận | Tiếp cận      |         |          | [l]          | [ɽ ~ ʐ]   | [j]  |          |           |
- [ʈ] xuất hiện trong từ mượn tiếng Việt có âm /ʈ/ (viết là [tr] trong tiếng Việt)
- [β ð ɣ ˀð] vay mượn từ một dạng tiếng Việt từng tồn tại mấy thế kỷ trước.

#### Nguyên âm
|               | Trước | Giữa        | Sau |
| ------------- | ----- | ----------- | --- |
| Đóng          | [i]   | [ɨ]         | [u] |
| Nửa đóng/ Vừa | [e]   | [ə]         | [o] |
| Nửa mở/ Mở    | [ɛ]   | [ʌ̆] [ă] [a] | [ɔ] |
| Nguyên âm đôi tiếng Cuối Làng Lỡ | iə | ɨə | uə | eə | oə |

#### Thanh điệu
Phương ngôn Làng Lỡ có tám thanh. Thanh 1-6 xuất hiện trong âm tiết kết thúc bằng âm vang: âm tiết kết thúc bằng nguyên âm, bán nguyên âm và âm mũi. Thanh 7-8 xuất hiện trong âm tiết kết thúc bằng âm tắc (-p -t -c -k). Hệ thống này tương tự với hệ thống thanh điệu tiếng Việt.

## Từ vựng
Dữ liệu lấy từ những đoạn ghi âm tiếng Cuối Chăm, Mon-Khmer Etymological Dictionary (Từ điển Từ nguyên Môn-Khmer) và Ferlus (2015).
Cách ký âm dưới đây có thể lệch ký âm IPA bên trên một chút. "-" là mục từ chưa tìm ra trong các nguồn. Từ vựng ba ngôn ngữ không nhất thiết đồng nguyên (cùng gốc). Nhiều từ trong phương ngôn Làng Lỡ mượn từ/ảnh hưởng bởi tiếng Việt.

### Số đếm
| Cuối Chăm | Làng Lỡ | Việt |
| --------- | ------- | ---- |
| moːt⁸     | moːt⁸   | một  |
| haːl¹     | haːn¹   | hai  |
| paː¹      | paː¹    | ba   |
| pɔːn³     | poːn³   | bốn  |
| dam¹      | dam¹    | năm  |
| pʰraw³    | ʂaw³    | sáu  |
| paj⁵      | paj⁵⁶   | bảy  |
| saːm³     | taːm³   | tám  |
| ciːn³     | ciːn³   | chín |
| mɨəj²     | mɨəj²   | mười |
| klam¹     | ʈam¹    | trăm |

### Danh từ
| Cuối Chăm | Làng Lỡ | Việt     |
| --------- | ------- | -------- |
| kʌl²      | ɣʌn²    | cây      |
| laː³      | laː³    | lá       |
| pleː³     | ʈeː³    | trái/quả |
| kɔː³      | ɣaw⁴    | gạo      |
| ɲɐː²      | ɲaː²    | nhà      |
| mʌl¹      | mʌn¹    | mây      |
| mɐː²      | mɨə¹    | mưa      |
| sɒː³      | juə³    | gió      |
| kʰrʌm⁴    | ʂəm⁴    | sấm      |
| tʌt⁷      | tʌt⁷    | đất      |
| haːŋ¹     | haːŋ¹   | hang     |
| daːk⁷     | daːk⁷   | nước     |
| kʰrɔŋ¹    | ʂɔːŋ¹   | sông     |
| puŋ⁶      | -       | vũng     |
| puːl²     | vuːn²   | bùn      |
| taː³      | δaː³    | đá       |
| cɒː³      | cɔː³    | chó      |
| pɔː²      | voa²    | bò       |
| rɔːŋ⁴     | ʂɔːŋ⁴   | ruộng    |
| bləːj¹    | ʐɨəj²   | trời     |
| mat⁸      | mat⁸    | mắt      |
| muːl⁶     | muːn⁵⁶  | mũi      |
| kaː³      | kaː³    | cá       |
| kɒːn¹     | kɔːn¹   | con      |

### Động từ
| Cuối Chăm | Cuối Làng Lỡ | Việt |
| --------- | ------------ | ---- |
| tiː²      | tiː²         | đi   |
| kɒː³      | kɔː³         | có   |
| kloːŋ⁴    | -            | sống |
| ceːt⁷     | ceːt⁷        | chết |
| tɨŋ⁴      | tɨŋ⁴         | đứng |
| ŋoːj²     | ŋoːj²        | ngồi |
| ʔan¹      | -            | ăn   |
| ɲoː⁴      | ɲɔː³         | uống |
| ɲəː³      | ɲəː³         | nhớ  |
| ʔəː⁵      | ʔəː⁵⁶        | ở    |
| veːl²     | viɛn²        | về   |
| kac⁷      | kɛc⁷/kɛt⁷    | cắt  |
| pʌl¹      | pʌn¹         | bay  |

### Tính từ
| Cuối Chăm | Cuối Làng Lỡ | Việt |
| --------- | ------------ | ---- |
| puːj¹     | vuːj¹        | vui  |
| kʰluː²    | ʂuː²         | sâu  |
| naŋ³      | naŋ⁴         | nặng |
| ɲɛːl³     | ɲɛːn⁴        | nhẹ  |
| duŋ³      | duːŋ³        | nóng |
| klaŋ¹     | mɛːn⁴        | lạnh |
| maːt⁷     | baːt⁷        | mát  |
| ʔʌm³      | ʔʌm³         | ấm   |

### Khác
| Cuối Chăm | Cuối Làng Lỡ | Việt        |
| --------- | ------------ | ----------- |
| klɒːŋ¹    | ʈawŋ¹        | (bên) trong |
| kʰrəː²    | ʂəː²         | trước       |
| kʰraw¹    | -            | sau         |
| khrɐː⁶    | -            | giữa        |